# Niedźwiedzkie (wieś w powiecie oleckim)
Niedźwiedzkie (dawniej niem. Niedzwetzken) – wieś w Polsce, położona w województwie warmińsko-mazurskim, w powiecie oleckim, w gminie Wieliczki. W latach 1975–1998 miejscowość należała administracyjnie do województwa suwalskiego.

## Historia
Wieś założona na prawie magdeburskim w 1476 roku, kiedy komtur z Pokarmina, zapisał 15 włók niejakiemu Stańkowi "nad strumykiem w borze", z obowiązkiem do jednej służby zbrojnej. Kolejna informacja o wsi pochodzi z roku 1558, kiedy to starosta straduński Krzysztof Glaubitz, sprzedał Janowi, Jakubowi i Stańkowi Pawłowiczom z Niedźwiedzkich dwie i pół włóki nad granicą litewską. Sprzedaż opiewała na 50 grzywien. Młyn (o tak zwanym "jednym kamieniu") zbudowany został jeszcze przed rokiem 1640, według innych źródeł już w 1515.
Była to wolna wieś (jeszcze około roku 1800 mieszkali tu wolni chłopi), która w XVIII wieku była dzierżawiona przez szlachecką rodzinę polską Wierzbickich. Dwuklasowa szkoła w Niedźwiedzkich powstała na przełomie XVIII i XIX wieku.
W 1926 roku zmieniono nazwę wsi z Niedzwidzken na Bärengrund. W 1935 r. szkoła zatrudniała jednego nauczyciela, uczęszczało do niej 38 dzieci w klasach 1-4 i 23 w klasach 5-8. W 1938 roku wieś liczyła 380 mieszkańców.